# Koniński Klub Piłkarstwa Kobiecego Medyk Konin
Il Koniński Klub Piłkarstwa Kobiecego Medyk Konin è una squadra di calcio femminile polacca della città di Konin. Milita nella Ekstraliga, il massimo campionato di calcio femminile polacco.

## Palmarès
- Campionato polacco: 4

2013-2014, 2014-2015, 2015-2016, 2016-2017
- Coppa di Polonia femminile: 9

2004-2005, 2005-2006, 2007-2008, 2012-2013, 2013-2014, 2014-2015, 2015-2016, 2016-2017, 2018-2019

## Statistiche

### Risultati nelle competizioni UEFA
| Stagione | Competizione     | Fase                     | Avversario           | Risultato | Risultato | Risultato |
| Stagione | Competizione     | Fase                     | Avversario           | andata    | ritorno   | aggregato |
| -------- | ---------------- | ------------------------ | -------------------- | --------- | --------- | --------- |
| 2014-15  | Champions League | gironi di qualificazione | SFK 2000             | 3-0       | 3-0       | 3-0       |
| 2014-15  | Champions League | gironi di qualificazione | Åland United         | 7-0       | 7-0       | 7-0       |
| 2014-15  | Champions League | gironi di qualificazione | Kočani               | 11-1      | 11-1      | 11-1      |
| 2014-15  | Champions League | sedicesimi di finale     | Glasgow City         | 2-0       | 0-3       | 2-3       |
| 2015-16  | Champions League | gironi di qualificazione | Cardiff Metropolitan | 5-0       | 5-0       | 5-0       |
| 2015-16  | Champions League | gironi di qualificazione | Wexford Youths       | 6-0       | 6-0       | 6-0       |
| 2015-16  | Champions League | gironi di qualificazione | Gintra               | 4-0       | 4-0       | 4-0       |
| 2015-16  | Champions League | sedicesimi di finale     | Olympique Lione      | 0-6       | 0-3       | 0-9       |
| 2016-17  | Champions League | gironi di qualificazione | Breznica             | 9-0       | 9-0       | 9-0       |
| 2016-17  | Champions League | gironi di qualificazione | Pärnu                | 1-0       | 1-0       | 1-0       |
| 2016-17  | Champions League | gironi di qualificazione | Olimpia Cluj         | 3-1       | 3-1       | 3-1       |
| 2016-17  | Champions League | sedicesimi di finale     | Brescia              | 4-3       | 2-3       | 6-6 (gfc) |
| 2017-18  | Champions League | gironi di qualificazione | Shelbourne           | 0-0       | 0-0       | 0-0       |
| 2017-18  | Champions League | gironi di qualificazione | Linfield             | 4-1       | 4-1       | 4-1       |
| 2017-18  | Champions League | gironi di qualificazione | PK-35 Vantaa         | 2-1       | 2-1       | 2-1       |
| 2017-18  | Champions League | sedicesimi di finale     | Olympique Lione      | 0-5       | 0-9       | 0-14      |

## Organico

### Rosa 2017-2018
Rosa e numeri come da sito UEFA.
| N. |                        | Ruolo | Calciatrice          |
| -- | ---------------------- | ----- | -------------------- |
| 3  | Polonia (bandiera)     | D     | Weronika Helińska    |
| 4  | Polonia (bandiera)     | C     | Paulina Dudek        |
| 5  | Polonia (bandiera)     | A     | Nikol Kaletka        |
| 6  | Canada (bandiera)      | A     | Brittany Kindzierski |
| 7  | Bulgaria (bandiera)    | D     | Radoslava Slavcheva  |
| 8  | Polonia (bandiera)     | C     | Natalia Chudzik      |
| 9  | Polonia (bandiera)     | A     | Anna Gawrońska       |
| 10 | Polonia (bandiera)     | C     | Natalia Pakulska     |
| 11 | Bielorussia (bandiera) | A     | Anastasia Šuppo      |
| 12 | Polonia (bandiera)     | P     | Monika Sowalska      |
| 13 | Polonia (bandiera)     | D     | Klaudia Olejniczak   |
| 14 | Stati Uniti (bandiera) | D     | Lynch Casidee        |

| N. |                        | Ruolo | Calciatrice          |
| -- | ---------------------- | ----- | -------------------- |
| 15 | Bielorussia (bandiera) | C     | Anastasia Kharlanova |
| 16 | Polonia (bandiera)     | C     | Sandra Sałata        |
| 17 | Polonia (bandiera)     | C     | Anna Zając           |
| 18 | Romania (bandiera)     | D     | Maria Ficzay         |
| 19 | Polonia (bandiera)     | C     | Aleksandra Stasiak   |
| 20 | Polonia (bandiera)     | C     | Julia Gawlak         |
| 21 | Bulgaria (bandiera)    | C     | Liljana Kostova      |
| 22 | Polonia (bandiera)     | c     | Krystyna Sikora      |
| 23 | Polonia (bandiera)     | C     | Patrycja Balcerzak   |
| 27 | Polonia (bandiera)     | C     | Klaudia Łasicka      |
| 48 | Stati Uniti (bandiera) | P     | Emily Dolan          |